# With a Girl Like You
With a Girl Like You är en låt lanserad som singel av rockgruppen The Troggs 1966. Den skrevs av gruppens sångare Reg Presley. Låten blev inte lika framgångsrik i USA som den tidigare singeln "Wild Thing" men blev en större hit än den låten i flera europeiska länder och gruppens första och enda singeletta i hemlandet Storbritannien.
Låten har varit med i filmerna Flirting (1991), Shine (1996), The Good Night (2007), och The Boat That Rocked (2009).

## Listplaceringar
| Lista (1966)   | Position               |
| -------------- | ---------------------- |
| Australien     | 4 (Go Set)             |
| Danmark        | 3 (DR "Top 20")        |
| Finland        | 13                     |
| Flandern       | 12                     |
| Frankrike      | 16                     |
| Irland         | 2                      |
| Kanada         | 16                     |
| Nederländerna  | 1                      |
| Norge          | 2 (VG-lista)           |
| Nya Zeeland    | 1                      |
| Storbritannien | 1                      |
| Sverige        | 2 (Kvällstoppen)       |
| Sverige        | 1 (Tio i topp)         |
| USA            | 29 (Billboard Hot 100) |
| Vallonien      | 8                      |
| Västtyskland   | 2                      |
| Österrike      | 6                      |